# Campionatul Mondial de Atletism din 2022 - 1.500 m (feminin)
Proba feminină de 1.500 m de la Campionatul Mondial de Atletism din 2022 a avut în perioada 15-18 iulie 2022 pe Hayward Field din Eugene, SUA.

## Timpul de calificare
Timpul standard pentru calificare automată în finală a fost 4:04:20.

## Program
Ora este ora SUA (UTC-7) 
| Data          | Oră   | Etapă      |
| ------------- | ----- | ---------- |
| 15 iulie      | 18:10 | Calificări |
| 16 iulie      | 19:05 | Semifinale |
| 18 iulie 2022 | 19:50 | Finala     |

## Rezultate

### Calificări
Primele 6 atlete din fiecare serie (C) împreună cu 6 atlete cu cei mai buni timpi (c) s-au calificat în semifinale.
| Loc | Serie | Sportivă                | Țară                       | Timp    | Note  |
| --- | ----- | ----------------------- | -------------------------- | ------- | ----- |
| 1   | 3     | Gudaf Tsegay            | Etiopia                    | 4:02,68 | C     |
| 2   | 3     | Winny Chebet            | Kenya                      | 4:03,12 | C, SB |
| 3   | 3     | Linden Hall             | Australia                  | 4:03,21 | C     |
| 4   | 3     | Sofia Ennaoui           | Polonia                    | 4:03,52 | C, SB |
| 5   | 3     | Katharina Trost         | Germania                   | 4:03,53 | C, PB |
| 6   | 3     | Cory Ann McGee          | Statele Unite ale Americii | 4:03,61 | C     |
| 7   | 3     | Winnie Nanyondo         | Uganda                     | 4:03,81 | c     |
| 8   | 2     | Faith Kipyegon          | Kenya                      | 4:04,53 | C     |
| 9   | 2     | Jessica Hull            | Australia                  | 4:04,68 | C     |
| 10  | 2     | Freweyni Hailu          | Etiopia                    | 4:04,85 | C     |
| 11  | 2     | Elle St. Pierre         | Statele Unite ale Americii | 4:04,94 | C     |
| 12  | 2     | Hanna Klein             | Germania                   | 4:05,13 | C     |
| 13  | 2     | Adelle Tracey           | Jamaica                    | 4:05,14 | C     |
| 14  | 2     | Nozomi Tanaka           | Japonia                    | 4:05,30 | c, SB |
| 15  | 2     | Marta Pérez             | Spania                     | 4:05,92 | c, SB |
| 16  | 2     | Hanna Hermansson        | Suedia                     | 4:06,30 | c, PB |
| 17  | 3     | Diana Mezuliáníková     | Cehia                      | 4:06,55 | c, SB |
| 18  | 2     | Katie Snowden           | Marea Britanie             | 4:06,92 | q     |
| 19  | 1     | Hirut Meshesha          | Etiopia                    | 4:07,05 | C     |
| 20  | 3     | Edinah Jebitok          | Kenya                      | 4:07,12 |       |
| 21  | 2     | Laura Galván            | Mexic                      | 4:07,25 |       |
| 22  | 2     | Sintayehu Vissa         | Italia                     | 4:07,33 |       |
| 23  | 2     | Natalia Hawthorn        | Canada                     | 4:07,37 |       |
| 24  | 1     | Laura Muir              | Marea Britanie             | 4:07,53 | C     |
| 25  | 1     | Georgia Griffith        | Australia                  | 4:07,65 | C     |
| 26  | 1     | Sinclaire Johnson       | Statele Unite ale Americii | 4:07,68 | C     |
| 27  | 1     | Gaia Sabbatini          | Italia                     | 4:07,82 | C     |
| 28  | 3     | Federica Del Buono      | Italia                     | 4:08,42 |       |
| 29  | 1     | Kristiina Mäki          | Cehia                      | 4:08,43 | C     |
| 30  | 1     | Marta Pen Freitas       | Portugalia                 | 4:08,58 |       |
| 31  | 3     | Melissa Courtney-Bryant | Marea Britanie             | 4:09,07 |       |
| 32  | 1     | Yolanda Ngarambe        | Suedia                     | 4:09,15 |       |
| 33  | 1     | Judith Kiyeng           | Kenya                      | 4:09,30 |       |
| 34  | 1     | Lucia Stafford          | Canada                     | 4:09,67 |       |
| 35  | 1     | Elise Vanderelst        | Belgia                     | 4:10,45 |       |
| 36  | 1     | Sarah Healy             | Irlanda                    | 4:11,31 |       |
| 37  | 3     | Nathalie Blomqvist      | Finlanda                   | 4:11,98 |       |
| 38  | 1     | Șilan Ayyildiz          | Turcia                     | 4:12,67 |       |
| 39  | 3     | Alma Delia Cortes       | Mexic                      | 4:13,92 |       |
| 40  | 1     | Ran Urabe               | Japonia                    | 4:14,82 |       |
| 41  | 3     | Gresa Bakraçi           | Kosovo                     | 4:22,77 |       |
| 42  | 2     | Anjelina Nadai Lohalith | EAR                        | 4:23,84 | PB    |

### Semifinale
Primele cinci atlete din fiecare serie (C) și următoarele două atlete cu cel mai bun timp (c) s-au calificat în finală.
| Loc | Serie | Sportivă            | Țară                       | Timp    | Note  |
| --- | ----- | ------------------- | -------------------------- | ------- | ----- |
| 1   | 1     | Gudaf Tsegay        | Etiopia                    | 4:01,28 | C     |
| 2   | 1     | Laura Muir          | Marea Britanie             | 4:01,78 | C, SB |
| 3   | 1     | Jessica Hull        | Australia                  | 4:01,81 | C     |
| 4   | 1     | Freweyni Hailu      | Etiopia                    | 4:02,28 | C     |
| 5   | 1     | Cory Ann McGee      | Statele Unite ale Americii | 4:02,74 | C     |
| 6   | 1     | Winny Chebet        | Kenya                      | 4:03,08 | c, SB |
| 7   | 2     | Faith Kipyegon      | Kenya                      | 4:03,98 | C     |
| 8   | 2     | Hirut Meshesha      | Etiopia                    | 4:04,05 | C     |
| 9   | 1     | Marta Pérez         | Spania                     | 4:04,24 | c, SB |
| 10  | 2     | Sinclaire Johnson   | Statele Unite ale Americii | 4:04,51 | C     |
| 11  | 1     | Hanna Klein         | Germania                   | 4:04,62 |       |
| 12  | 1     | Linden Hall         | Australia                  | 4:04,65 |       |
| 13  | 2     | Georgia Griffith    | Australia                  | 4:05,16 | C     |
| 14  | 2     | Sofia Ennaoui       | Polonia                    | 4:05,17 | C     |
| 15  | 2     | Nozomi Tanaka       | Japonia                    | 4:05,79 |       |
| 16  | 2     | Katharina Trost     | Germania                   | 4:05,85 |       |
| 17  | 1     | Hanna Hermansson    | Suedia                     | 4:06,70 |       |
| 18  | 2     | Adelle Tracey       | Jamaica                    | 4:06,96 |       |
| 19  | 1     | Diana Mezuliáníková | Cehia                      | 4:07,62 |       |
| 20  | 2     | Katie Snowden       | Marea Britanie             | 4:08,29 |       |
| 21  | 1     | Elle St. Pierre     | Statele Unite ale Americii | 4:09,84 |       |
| 22  | 2     | Kristiina Mäki      | Cehia                      | 4:21,67 |       |
| 23  | 2     | Winnie Nanyondo     | Uganda                     | NT      | Ar    |
| 37  | 2     | Gaia Sabbatini      | Italia                     | DS      | Ob    |

### Finala
Finala s-a desfășurat pe 18 iulie la 19:50.
| Loc | Sportivă | Țară              | Timp                       | Note    |    |
| --- | -------- | ----------------- | -------------------------- | ------- | -- |
| 1   | 1        | Faith Kipyegon    | Kenya                      | 3:52,96 |    |
| 2   | 4        | Gudaf Tsegay      | Etiopia                    | 3:54,52 |    |
| 3   | 2        | Laura Muir        | Marea Britanie             | 3:55,28 | SB |
| 4   | 6        | Freweyni Hailu    | Etiopia                    | 4:01,28 |    |
| 5   | 3        | Sofia Ennaoui     | Polonia                    | 4:01,43 | SB |
| 6   | 8        | Sinclaire Johnson | Statele Unite ale Americii | 4:01,63 |    |
| 7   | 12       | Jessica Hull      | Australia                  | 4:01,82 |    |
| 8   | 5        | Winnie Nanyondo   | Uganda                     | 4:01,98 |    |
| 9   | 13       | Georgia Griffith  | Australia                  | 4:03,26 |    |
| 10  | 10       | Cory Ann McGee    | Statele Unite ale Americii | 4:03,70 |    |
| 11  | 7        | Marta Pérez       | Spania                     | 4:04,25 |    |
| 12  | 9        | Hirut Meshesha    | Etiopia                    | 4:05,86 |    |
| 13  | 11       | Winny Chebet      | Kenya                      | 4:15,13 |    |